# Чемдальск
Чемда́льск — посёлок в Эвенкийском районе Красноярского края России.
Образует сельское поселение посёлок Чемдальск как единственный населённый пункт в его составе. Относится к Тунгусско-Чунской группе поселений.
До 2002 года согласно Закону об административно-территориальном устройстве Эвенкийского автономного округа — село.

## География
Является самым южным населённым пунктом Эвенкии.
Расположен на правом берегу реки Катанга, в 3 км вниз по течению от устья реки Нижний Юктакон.
Удалённость Чемдальска от Туры составляет 545 км.

## История
В 1894 году пятеро купцов «тунгусников» из села Паново на реке Ангара, под руководством Осипа Колмакова ходатайствовали перед иркутским генерал-губернатором о разрешении провести дорогу от села Паново до села Жданово на реке Лена за счет собственных средств. Летом 1895 года они пробили дорогу до реки Катанга (ближайшей к Ангаре реке бассейна Подкаменной Тунгуски), где была основана фактория Верхняя Контора. На этом строительство дороги было прекращено. Фактория стала базой для торговли пушниной с эвенками. В конце 1900 года фактория представляла собой посёлок, состоявший из 4 изб и до 60-ти чумов инородцев.
Пользуясь удалённостью фактории от властей, купцы спаивали инородцев, обманывали их. Имели место случаи избиений, изнасилований и убийств. Из-за жалоб в феврале 1916 года иркутский генерал-губернатор запретил ангарским купцам торговать с тунгусами на Средней и Нижней Тунгуске. Торговля в факториях продолжилась силами кооператоров. В 1919 году ангарскими отделениями Енисейского союза кооператоров (Енсоюза) были основаны распределительные хлебные пункты на факториях Оскоба, Верхняя Контора, Ванавара, Панолик и Полигус.

## Население
| 2010 | 2012 | 2013 | 2014 | 2015 | 2016 | 2017 |
| ---- | ---- | ---- | ---- | ---- | ---- | ---- |
| 41   | ↗44  | →44  | ↗46  | ↘43  | →43  | ↗45  |
| 2018 | 2019 | 2020 | 2021 |      |      |      |
| ↘44  | ↘43  | ↗48  | ↘32  |      |      |      |

## Местное самоуправление
Согласно ст. 25 № 131 ФЗ «Об общих принципах организации местного самоуправления в Российской Федерации» в поселении с численностью жителей, обладающих избирательным правом, не более 100 человек для решения вопросов местного значения проводится сход граждан.
Сход граждан осуществляет полномочия представительного органа муниципального образования, в том числе отнесенные к исключительной компетенции представительного органа муниципального образования.
Глава поселка
- Лежепекова Елена Владимировна. Дата избрания: 04.02.2021. Срок полномочий: 4 года

Руководители поселка
- Лежепеков Владимир Борисович, глава в 2006—2009 гг.
- Лежепекова Елена Владимировна, глава в 2010—2014 гг.
- Верхотурова Ольга Рудольфовна, глава в 2014—2018 гг.
- Сидоркин Иван Маркович (1953—2022), глава в 1982—2006 и в 2018—2021 гг.